# Утаґава Хіросіґе
Утаґава Хіросіґе, Утаґава Хірошіґе за актуальнішою транслітерацією (яп. 歌川広重, 1797 — 12 жовтня 1858) — японський художник у жанрі укійо-е. Останній з великих майстрів кольорової гравюри: пейзажі, птахи та квіти, фігурні композиції. Майстер у передачі світла і погоди; популярний на Заході; Сто знаменитих краєвидів Едо. Відомий також як Андо Хіросіґе.

## Праці
- Серія з 55 картин: «53 станції Східноморського шляху»